# Hasenkaninchen

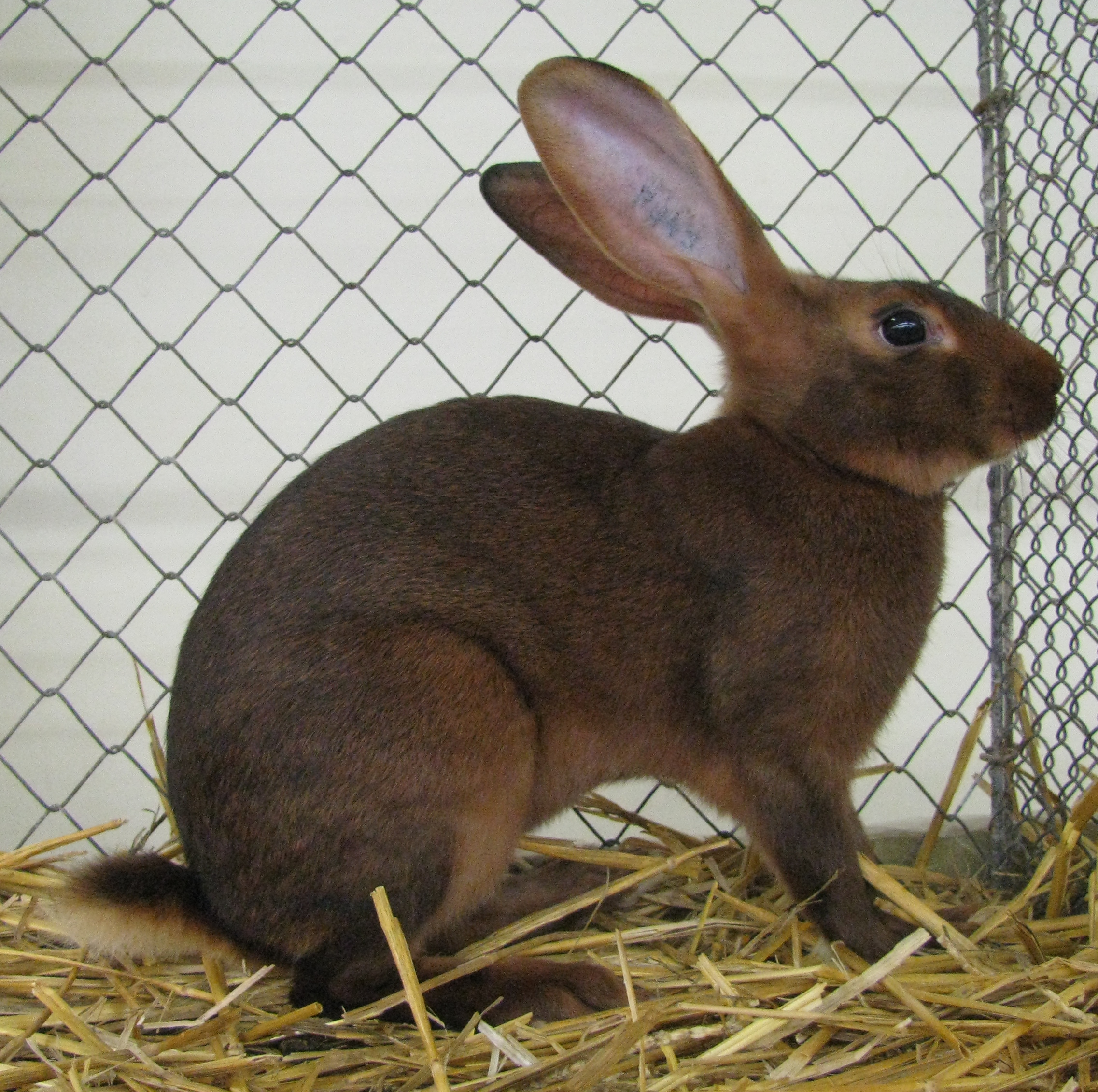
Hasenkaninchen

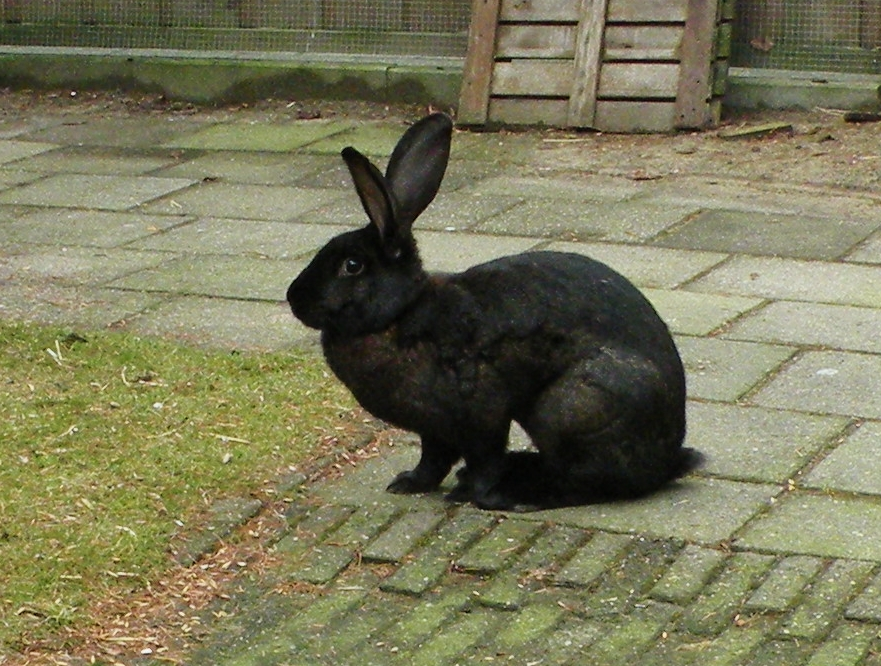
Schwarzes Hasenkaninchen

Das Hasenkaninchen ist eine mittelgroße (3,5 bis 4,25 kg) Kaninchenrasse mit charakteristischer Körperform.

## Aussehen und Besonderheiten des Hasenkaninchens
Das Hasenkaninchen zeigt einen typischen, von der Körperform der übrigen Rassen abweichenden Körperbau. Der Körper des Hasenkaninchens ist schlank und lang gestreckt. Die Läufe sind lang und feingliedrig, der Bauch hoch aufgezogen. Hasenkaninchen zeigen eine typische hohe Stellung. Der Kopf ist schlank, länger und gestreckter als bei den übrigen Kaninchenrassen und sitzt auf einem hoch aufgereckten, deutlich sichtbaren Hals.
Der ursprüngliche Farbenschlag zeigt die typische Hasenfarbe, ein wildfarbiges Fell, das durch die Wirkung zusätzlicher Gelbverstärker leuchtend rotbraun gefärbt ist. Die entsprechenden Erbformel lautet:
ABCDGy1y2... (Deutsche Symbolik) bzw. ABCDE (Englische Symbolik)
In neuerer Zeit wurden Hasenkaninchen auch in weiß (Albinos), lohfarbig und einfarbig schwarz gezüchtet.

## Geschichte der Rasse
Das Hasenkaninchen stammt aus Belgien und wurde – wie die Riesenkaninchen – durch Auslese aus Landkaninchen gezüchtet. Nach Joppich wurden belgische Hasenkaninchen mit der typischen roten Färbung erstmals 1860 erwähnt. Die Vollendung der heute typischen Körperform geschah in Großbritannien, wohin im 19. Jahrhundert große Mengen an Schlachtkaninchen von Belgien aus exportiert wurden (nach Joppich zwischen 1870 und 1880). Joppich zitiert Wilkens, dass 1874 die Brüder Lunsh in Grimsby die ersten rotgefärbten Tiere aus Transporten belgischer Schlachtkaninchen erhielten. Ab 1890 kam es zum so genannten „Belgian Hare Boom“, in dem ein schwunghafter Export der Tiere in die USA einsetzte, wo das Hasenkaninchen als besonders gute Wirtschaftsrasse galt. Nach Deutschland erfolgte der Import durch den Leipziger Verleger (insbesondere auch Kleintierliteratur) Dr. Fritz Poppe, der die Tiere 1900 in Leipzig erstmals zeigte. Die Zucht der Rasse nahm einen breiten Aufschwung; sie wurde nach 1933 jedoch vom Reichsfachausschuss Kaninchen des Reichsverbandes Deutscher Kleintierzüchter als Sportrasse eingestuft und verlor dadurch an Verbreitung.
Heute sind Hasenkaninchen regelmäßig auf Ausstellungen zu sehen; der rotbraune Farbschlag ist dabei der häufigste.

## Ähnliche Rassen
Die Körperform des Hasenkaninchens ist einzigartig. Die Fellfarbe des ursprünglichen Typs findet man auch beim Deilenaar und als Farbenschlag bei weiteren Rassen.
Das Rot der Hasenkaninchen wurde unter anderen auf den Roten Neuseeländer und das Lohkaninchen übertragen.